# Toungoo
Toungoo (Birmano: တောင်ငူမြို့; MLCTS: taung ngu mrui., trascritto anche Taungù) è una città nella divisione di Pegu in Birmania, situata a 220 km da Rangoon, prossima al confine nord della divisione con montagne sia ad est che ad ovest. Conta circa 65 861 abitanti secondo le stime del 1983. La principale industria consiste nei prodotti di legno, come teak e altri legni duri provenienti dalle montagne. La città è anche conosciuta per le palme tanto che un proverbio birmano per un'inaspettata buona fortuna è:

## Storia

### Fondazione
Taungoo fu fondata nel 1280 nel periodo in cui si frantumò il potente Regno di Pagan, del quale era una delle città ai confini meridionali. Dopo la caduta di Pagan, nel 1287 Toungoo entrò a far parte della giurisdizione del Regno di Myinsaing, retto da una dinastia i cui monarchi avevano origini miste shan-birmane, che nel 1310 divenne il Regno di Pinya. Nel 1313 Uzana, che in seguito sarebbe stato re di Pinya, fu nominato governatore di Toungoo. Verso la fine del XIV secolo, Taungoo entrò a far parte del Regno di Ava i cui sovrani concessero ai governatori di Toungoo un alto grado di autonomia, soprattutto nel periodo delle guerre tra Ava ed il Regno di Hanthawaddy. Nel 1470, una ribellione fu domata dal generale Sithu Kyawhtin, al quale il sovrano di Ava affidò il governatorato della città.

### Il Regno di Toungoo
Nel 1486 divenne governatore Mingyinyo, il nipote di Kyawhtin, e la città aumentò la propria influenza al punto che nel 1510 Mingyinyo proclamò la fondazione del Regno di Taungoo. Tale regno riunificò la Birmania sotto il controllo dei Bamar ad oltre due secoli di distanza dalla caduta di Pagan.
La storia della dinastia del regno si compone di 3 periodi, che prendono il nome dalle capitali del regno:
1. Periodo di Toungoo, dal 1486 al 1539, nella capitale dove ebbe origine la dinastia, nel sud del paese
2. Periodo di Pegu, dal 1539 al 1599, quando venne spostata la capitale della riunificata Birmania nella vicina Pegu
3. Periodo di Ava, dal 1599 al 1752, detto anche della restaurazione Taungù, quando il regno in declino venne rifondato nel nord del paese.

### Riunificazione della Birmania
Dopo che Ava fu conquistata dagli shan nel 1527, molti fuggitivi si stabilirono a  Toungoo, che divenne il nuovo polo di aggregazione per il popolo birmano. L'unificazione del paese avvenne grazie a Tabinshwehti, figlio e successore di Mingyinyo. Nel 1539 spostò la capitale a Pegu dopo aver sottomesso il locale sovrano mon del Regno di Hanthawaddy. Pegu estese la sua influenza nel regno siamese di Lanna e, dopo un periodo di instabilità dovuto alla morte del re, il regno fu ingrandito enormemente con le conquiste del nuovo sovrano Bayinnaung, definito da alcuni storici il Napoleone della Birmania. Nel giro di pochi anni vennero annessi i principati shan e una parte del Regno di Chiang Hung a nord-est. Nel 1557 fu definitivamente sottomesso il Regno Lanna, che perse l'indipendenza a 265 anni dalla fondazione. Nel 1564 cadde per la prima volta nella sua storia il Regno di Ayutthaya, che divenne vassallo di Pegu, e nel 1574 fu la volta del potente Regno di Lan Xang, nell'odierno Laos.

### Frammentazione del regno e nuova riunificazione
Il figlio e successore di Bayinnaung, Nanda Bayin, venne travolto dalle ribellioni degli Stati sottomessi dal padre. La Birmania si disgregò e nel 1599 il re venne deposto e ucciso da un attacco congiunto delle municipalità di Toungoo e dell'Arakan. L'altro figlio di Bayinnaung Nyaungyan Min, che regnò dal 1599 al 1606, salvò la dinastia astenendosi dalle lotte fatali al fratellastro Nanda. Seppe mantenere il trono che gli era stato assegnato ad Ava ed espanse i suoi territori riconquistando tutta l'alta Birmania, compresi i principati shan ad ovest del fiume Saluen. Mantenne anche la supremazia sul vassallo Lanna. L'ennesima riunificazione del paese fu portata a termine dai suoi figli Anaukpetlun (regno dal 1606 al 1628) e Thalun (regno dal 1629 al 1648), che ripresero il controllo della bassa Birmania e riorganizzarono il regno.

### Declino e fine del regno di Toungoo
I sovrani successivi condussero il regno ad un progressivo declino, risultando spesso sconfitti dai principali antagonisti cinesi e siamesi. Nel XVIII secolo, il Regno di Lanna si ribellò con successo dalla dominazione birmana e vi furono devastanti incursioni provenienti da Manipur nel nord-ovest. Il regno ebbe fine il 23 marzo 1752 con la caduta della capitale Ava per mano delle truppe del Regno restaurato di Hanthawaddy.

### L'odierna Toungoo
Sebbene oggi poche testimonianze storiche rimangono, tutta la cinta muraria della città risalente al periodo dinastico, tranne la parte meridionale, resiste. Il fossato largo quasi 10 metri è stato prosciugato, eccetto in alcune delle sue sezioni nella parte di levante, dove è volutamente mantenuto e conservato opportunamente.
La parte est del distretto di Toungoo è abitata da molti Karen.